# John Thune
John Randolph Thune (* 7. ledna 1961, Pierre, Jižní Dakota) je americký politik za Republikánskou stranu. Od roku 2005 je senátorem USA za stát Jižní Dakota. V letech 1997–2003 byl poslancem Sněmovny reprezentantů, v níž zastupoval jediný kongresový okres Jižní Dakoty.
V Senátu byl od roku 2021 dvojkou (Whip) republikánské opozice. Náboženstvím je evangelikální křesťan. V roce 2025 se stal vůdcem senátní republikánské většiny.